# 수트라

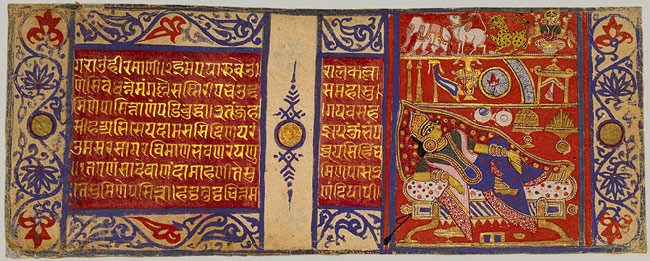

수트라(सूत्र)는 인도계 종교에서 규칙, 공식과 같은 금언 또는 매뉴얼 형태의 금언들을 모아놓은 경전의 총칭이다.

## 종교별 수트라

### 힌두교
힌두교에서 수트라는 격언에 기초한 문학적인 구성이 되는 전형이며 일반적으로 다양한 기술적인 용어를 사용한다. 수트라의 문학적인 형식은 간결하게 설계되었다. 왜냐하면 교재는 문서 연구의 형식적인 방법의 약간에서 학생들에 의해 기억되게 의도되었기 때문이다.
각행은 매우 압축되어 있으므로, 문학적인 형식은 수트라에 코멘트가 추가되어 그것들은 분명히하여 설명하고 있다.

### 불교
불교의 수트라는 부처가 말한 교법(敎法)을 간단한 형태로 압축해서 정리한 것이다. 이것은 교법이 처음부터 문자로 기록된 것이 아니고 스승으로부터 제자에게 기억을 통해 구전(口傳)된 것이기 때문에 그 형식이 기억에 편리하도록 정리된 것이다. 그러나 차츰 여기에 설명이 부가되고 '여시아문(如是我聞)(나는 이와 같이 들었다)'이라는 문구가 붙게 되어서 매우 장문(長文)의 경전이 만들어지게 되었다. 이들 경전을 집대성한 것이 경장이다. 옛날에는 경장이 9분교(九分敎), 12부경(十二部經)으로 분류되었다고 하는데, 일반적으로는 4아함(四阿含), 5부로 조직되어 있다. 그러나 경이라 해서 모두 부처의 설법을 그대로 전하는 것이 아니며 원시성전(原始聖典)이라고 하는 아함경(阿含經)조차도 제자들의 기억이나 해석이 섞여 편찬된 것으로 후일 대승불교의 여러 경전은 부처의 말을 전한다기보다는 부처의 정신을 전한 것이라고 할 수 있다.

## 같이 보기
- 대장경
- 티베트 대장경

## 참고 문헌
- 이 문서에는 다음커뮤니케이션(현 카카오)에서 GFDL 또는 CC-SA 라이선스로 배포한 글로벌 세계대백과사전의 내용을 기초로 작성된 글이 포함되어 있습니다.